# アップ・トゥ・デイト
アップ・トゥ・デイト（英: UP-TO-DATE）は、ライ・ウイスキーとシェリー酒を使用したカクテルである。ショートドリンク（ショートカクテル）に分類される。カタカナ表記ではアップツーデイトもある。

## 概要
「アップ・トゥ・デイト」は「最新の」、「時代遅れでない」の意。中村健二は自著の中で「考案者にとっては、いままでにない新しい材料の取り合わせだったのだろう」と推測している。
アビエーションと同じく1917年に発行されたカクテルブック『Recipes for Mixed Drinks』（Hugo Ensslin著）に記載がある。

## レシピの例
レシピの例を以下に示す
材料
- ライ・ウイスキー - 1/2
- シェリー - 1/2
- グラン・マルニエ - 2dash
- アンゴスチュラ・ビターズ - 2dash

作り方
1. 氷と共に全ての材料をシェイクし、カクテルグラスに注ぐ。